# Préneron
Préneron é uma comuna francesa na região administrativa de Occitânia, no departamento de Gers. Estende-se por uma área de 8,63 km². Em 2010 a comuna tinha 131 habitantes (densidade: 15,2 hab./km²).